# Fawnboy Bog/Lough Nacung SAC
Fawnboy Bog/Lough Nacung SAC este o arie protejată (arie specială de conservare — SAC, sit de importanță comunitară — SCI) din Irlanda întinsă pe o suprafață de 1.106,64 ha, integral pe uscat.

## Localizare
Centrul sitului Fawnboy Bog/Lough Nacung SAC este situat la coordonatele 55°02′26″N 8°09′38″W / 55.040438°N 8.160693°V.

## Înființare
Situl Fawnboy Bog/Lough Nacung SAC a fost declarat sit de importanță comunitară în noiembrie 1997 pentru a proteja 3 specii de animale. Situl a fost protejat și ca arie specială de conservare în august 2021.

## Biodiversitate
Situată în ecoregiunea atlantică, aria protejată conține 3 habitate naturale: Pajiști umede nord-atlantice cu Erica tetralix, Turbării de acoperire (* exclusiv pentru turbării active), Depresiuni pe substraturi de turbă de Rhynchosporion.
La baza desemnării sitului se află mai multe specii protejate:
- păsări (2): Anser albifrons flavirostris, cufundar mic (Gavia stellata)
- nevertebrate (1): Margaritifera margaritifera

Pe lângă speciile protejate, pe teritoriul sitului au mai fost identificate 2 specii de plante, 1 specie de mamifere.